# Hof fengsel
Hof fengsel är ett fängelse i Holmestrands kommun, Vestfold fylke i Norge. Fängelset är omgivet av ett staket i stället för fängelsemurar. Det har 105 platser. De intagna sonar maximalt fängelsedomar på ett år för bland annat våldsbrott, sedlighetsbrott, brott på vägtrafiklagen och narkotikabrott.